# 经君健
经君健（1932年—2021年9月15日），男，原籍江苏仪征，生于北平，中国社会科学院经济研究所研究员，中国社会科学院荣誉学部委员，第八届、第九届全国政协委员。

## 生平
1954年毕业于北京大学经济系。